# Crazy Ex-Girlfriend (canción)
«Crazy Ex-Girlfriend» —en español: «Loca Ex-novia»— es el primer sencillo de la cantante de música country estadounidense Miranda Lambert del álbum del mismo nombre. Lanzado el 26 de diciembre de 2006, el individuo es el que tiene el menor éxito entre los extraídos del disco: depende de la posición 50 en la lista de canciones country americano, sin nunca entrar en la clasificación principal, Billboard Hot 100.

## Posicionamiento en listas
| Listas                           | Mejor posición |
| -------------------------------- | -------------- |
| U.S. Billboard Hot Country Songs | 50             |